# 宜川路

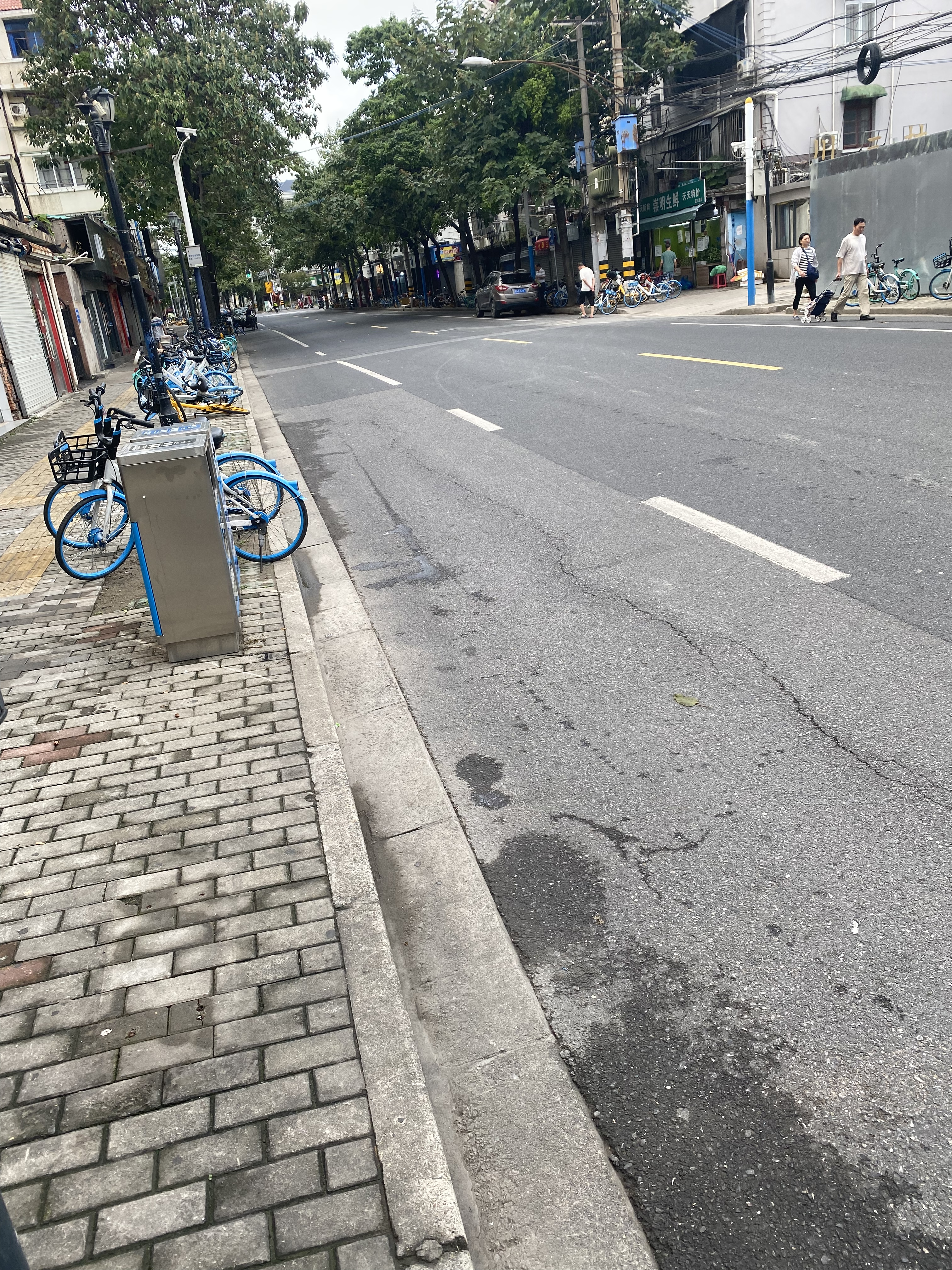
宜川路街景

宜川路位于中華人民共和國上海市普陀區、靜安區。南起普陀區交通路，越滬太路進入靜安區，北至大宁灵石公园與萬榮路相接。宜川路原为农田，南段东侧原有赵家花园及一些村落。宜川路於1954年兴建宜川新村时辟筑（一說始建於1945年），以陕西省宜川县名命名。初为泥结碎石路面，1957年改为沥青混凝土路面。1982年延伸至新村路以北。
宜川路在延长西路以南路段在宜川路街道内，两侧为宜川新村四至七层住宅楼房，其南段是宜川新村的商业中心，有嘉御坊（前身是建於1956年的宜川合作食堂，後來先後改名宜川飯店和嘉御坊）。南端附近为1986年建成的中山北路交通路车行立交桥。1959年在宜川路洛川路口西侧建立洛川路小学，1999年停辦，後又在原址上建立了2002年2月6日開張的上海宜川農貿市場。宜川路洛川路口东侧為宜川公园。宜川路延長西路路口的SFC上海影城前身是新上海影都，於1989年12月竣工，1990年2月18日開業。延长西路以北路段位於甘泉路街道内，沿路有甘泉中学、甘霖初级职业技术学校。宜川路滬太路口西側有回民中学。滬太路以北路段為靜安區，北端附近為大寧靈石公園。